# Yūta Bandō
Yūta Bandō (japanisch 坂東 悠汰 Bandō Yūta; * 21. November 1996) ist ein japanischer Leichtathlet, der sich auf den Mittelstreckenlauf spezialisiert hat.

## Sportliche Laufbahn
Yūta Bandō trat im Jahr 2016 zu seinen ersten Laufwettkämpfen gegen die nationale Konkurrenz an. 2017 belegte er den vierten Platz bei den Japanischen Universitätsmeisterschaften über 5000 Meter. 2019 nahm er an seinen ersten Wettkämpfen außerhalb seines Heimatlandes teil. Im März trat er bei den Crosslauf-Weltmeisterschaften in Dänemark an und landete im Erwachsenenrennen über 10 km auf Platz 64. Später im Mai wurde er Japanischer Vizemeister im 10.000-Meter-Lauf. Im Laufe der Saison steigerte er seine 5000-Meter-Bestzeit auf 13:26,70 min. 2020 bestritt Bandō Anfang des Jahres in Düsseldorf erstmals einen Hallenwettkampf über 3000 Meter, in dem er den zehnten Platz belegte. Zum Ende des Jahres lief er bei den Japanischen Meisterschaften in 13:18,49 min eine neue 5000-Meter-Bestzeit, gewann damit seinen ersten nationalen Meistertitel und qualifizierte sich zudem für die 2021 in der Heimat stattfindenden Olympischen Sommerspiele. 2021 gewann er die Bronzemedaille bei den Japanischen Meisterschaften. Anfang August startete er im Vorlauf der 5000 Meter bei den Spielen. Er erreichte nach 14:05,80 das Ziel, womit er als 17. seines Laufes ausschied. Insgesamt belegte er bei seinem Olympiadebüt den 34. Platz. Im Februar 2023 belegte er den vierten Platz im 3000-Meter-Lauf bei den Hallenasienmeisterschaften in Kasachstan.

## Wichtige Wettbewerbe
| Jahr              | Veranstaltung                 | Ort               | Platz             | Disziplin         | Zeit              |
| Startet für Japan | Startet für Japan             | Startet für Japan | Startet für Japan | Startet für Japan | Startet für Japan |
| ----------------- | ----------------------------- | ----------------- | ----------------- | ----------------- | ----------------- |
| 2019              | Crosslauf-Weltmeisterschaften | Aarhus            | 64.               | 10 km             | 34:35 min         |
| 2021              | Olympische Sommerspiele       | Tokio             | 34.               | 5000 m            | 14:05,80 min      |
| 2023              | Hallenasienmeisterschaften    | Nur-Sultan        | 4.                | 3000 m            | 8:00,15 min       |

## Persönliche Bestleistungen
Freiluft
- 1500 m: 3:37,99 min, 17. Juli 2021, Chitose
- 3000 m: 8:12,55 min, 26. März 2022, Inzai
- 5000 m: 13:18,49 min, 4. Dezember 2020, Osaka
- 10.000 m: 28:20,72 min, 19. Mai 2019, Osaka

Halle
- 3000 m: 7:52,41 min, 4. Februar 2022, Düsseldorf